# Antella (dier)
Antella is een geslacht van kreeftachtigen uit de klasse van de mosselkreeftjes (Ostracoda).

## Soorten
- Antella crassa Schornikov & Mikhailova, 1990
- Antella parallela Schornikov & Mikhailova, 1990